# Eduardo Geada
Eduardo Geada (Lisbona, 21 maggio 1945) è un regista, critico cinematografico e saggista portoghese.

## Carriera
Laureato in Studi anglo-americani presso la Facoltà di Lettere dell'Università di Lisbona nel 1976, ha ottenuto una formazione cinematografica, come altri cineasti della sua generazione, attraverso il movimento cineclubista.

### Come accademico e saggista
Nel 1978, come borsista della Fondazione Gulbenkian, finisce presso la "Slade School of Fine Art" (London College University) la Specializzazione in Film Studies.

Presso l'Università Nova di Lisbona conclude, nel 1985, il Mestrado in Comunicazione Sociale, con la tesi su "O Cinema Espectáculo" e nel 1997, il Dottorato in Storia dei Media, con la tesi "Os Mundos do Cinema: Modelos Dramáticos e Narrativos no Período Clássico".
Dal 1978 al 2004, è stato professore presso la Escola Superior de Teatro e Cinema di Lisbona e dal 2004, presso la Escola Superior de Comunicação Social.
Nel periodo 2007-2008, è stato professore invitato della Università della California - Berkeley.
Tra il 1968 e il 1976 sviluppa l'intensa attività come critico cinematografico in diverse pubblicazioni: Seara Nova, Vértice, Vida Mundial, A Capital, República e Expresso. Nella radio è stato autore e presentatore del programma "Moviola" (1985/86), nell'Antena 1, dedicato alla musica del cinema.
Alla fine degli anni '60 e inizio degli anni '70, è stato un elemento fondamentale nella riflessione sul cinema, attività che ha continuato con la pubblicazione di diversi libri.
Dal 1997 al 2002 ha avuto l'incarico di Amministratore Delegato della "Fundazione CulturSintra", nella Quinta da Regaleira.

### Come regista
Divide la sua attività tra il cinema e la televisione. Il suo primo film, Sofia ou a Educação Sexual (1973), è stato uno degli ultimi censurati dal regime, avendo avuto la prima visione soltanto dopo la Rivoluzione del 25 aprile. Con la partecipazione di nomi di rilievo della cultura portoghese, come David Mourão-Ferreira, Jorge Peixinho o Eduardo Prado Coelho, e l'assistenza alla regia di un altro rinomato critico cinematografico João Lopes, il film avrebbe creato delle aspettattive alle quali l'opera futura del cineasta non avrebbe corrisposto totalmente, in parte dovuto alla mancanza di strutture di produzione solide.
Subito dopo la Rivoluzione si dedica a lavori con un versante sociologico proprio dell'epoca. I documentari Lisboa, o Direito à Cidade, A Revolução está na Ordem do Dia e Temos Festa, fatti per la televisione, facevano un'analisi della nuova realtà portoghese sotto un punto di vista marxista, fatto comune ad altre produzioni del periodo che costituiscono oggi documenti storici di un valore innegabile. Lo stesso si applica al lavoro collettivo As Armas e o Povo (1975), di cui è stato uno dei registi e che illustra il decorso della settimana tra il giorno della Rivoluzione e il primo 1º maggio festeggiato in libertà, riflettendo anche sui quarantotto anni che ci sono stati tra il colpo militare del 28 maggio 1926 e la caduta del marcelismo.
O Funeral do Patrão (1975), basato su un'opera teatrale del drammaturgo italiano Dario Fo, e A Santa Aliança (1977), con sceneggiatura dello stesso Geada, assumono il carattere un po' panflettistico di qualche produzione post-rivoluzione. A Santa Aliança, scelto per la Quinzaine des Realisateurs del Festival de Cannes, rimane uno dei film più interessanti sul periodo del post- 25 aprile.
Comincia gli anni '80 con lavori validi fatti per la televisione da opere e figure della letteratura portoghese: Mariana Alcoforado (1980), basato nelle lettere attribuite a Sóror Mariana Alcoforado, religiosa del Convento di Beja, nel XVII secolo, e la serie Lisboa: Sociedade Anónima (1982-1983), con i film O Banqueiro Anarquista (sul testo omonimo di Fernando Pessoa), O Homem que não Sabe Escrever (testi di Almada Negreiros e l'ambiente che conduce al colpo militare del 28 maggio 1926), A Impossível Evasão (su Urbano Tavares Rodrigues), Uma Viagem na nossa Terra (basato sull'opera di José Rodrigues Miguéis) e O Ritual dos Pequenos Vampiros (su José Cardoso Pires).
Ritorna al lungometraggio nel 1983 con Saudades para D. Genciana, basato su quattro storie di José Rodrigues Miguéis. Ritorna alla televisione con A Forma das Coisas (1986), Uma Aventura em Lisboa (1989) e Retratos da Madeira (1990).
Il suo ultimo lungometraggio, Passagem por Lisboa, del 1993, è un omaggio alla memoria del cinema (il film è dedicato a Félix Ribeiro e Luís de Pina, due pilastri della Cinemateca Portoghese, scomparsi due anni prima), con un curioso intreccio tra finzione e realtà nel rivisitare la Lisbona dell'inizio degli anni quaranta e la presenza in suolo nazionale di nomi celebri come Pola Negri, Leslie Howard, il Duca di Windsor, Primo di Rivera e il personaggio fittizio Victor Laszlo (del film Casablanca).

## Opere letterarie
- O Imperialismo e o Fascismo no Cinema, Moraes Editores, 1977
- Cinema e Transfiguração, Livros Horizonte, 1978
- O Poder do Cinema, Livros Horizonte, 1985
- Estéticas do Cinema - organização, Publicações Dom Quixote, 1986
- O Cinema Espectáculo, Edições 70, 1987
- Os Mundos do Cinema, Editorial Notícias, 1998

## Filmografia
- Sofia ou a Educação Sexual, 1973
- Lisboa, o direito à cidade, 1974
- As Armas e o Povo (collettivo), 1975
- O Funeral do Patrão, 1975
- A Santa Aliança, 1976
- Temos Festa (serie TV), 1978
- Mariana Alcoforado, 1980
- O Banqueiro Anarquista, 1981
- Impossível Evasão, 1983
- Pôr do Sol no Areeiro, 1983
- O Homem Que Não Sabe Escrever, 1983
- Ritual dos Pequenos Vampiros, 1984
- Saudades para Dona Gencian, 1985
- Passagem por Lisboa, 1993